# Monterey (paquebot)
Pour les articles homonymes, voir Monterey.
 (avril 2021).
Si vous disposez d'ouvrages ou d'articles de référence ou si vous connaissez des sites web de qualité traitant du thème abordé ici, merci de compléter l'article en donnant les références utiles à sa vérifiabilité et en les liant à la section « Notes et références ».
Le SS Monterey est un paquebot de luxe lancé le 10 octobre 1931. Le navire est achevé en avril 1932 et les registres le considèrent comme un navire de 1932,,. Le Monterey est le troisième des quatre navires de la « flotte blanche » de la Matson Line. Ils ont été conçues par William Francis Gibbs. Cette flotte comprend le SS Malolo, le SS Mariposa et le SS Lurline (en). Le Monterey est identique au Mariposa et est très similaire au Lurline. Pendant la Seconde Guerre mondiale, le Monterey est utilisé comme transport de troupes, toujours exploité par la Matson mais sous l'égide de la War Shipping Administration (WSA). Le Monterey est un grand transport rapide capable de naviguer sans escorte et il est affecté aux transport de troupes de l'armée de terre. Le navire est impliqué dans une attaque contre un convoi près du cap Bougaroun. Après de nombreux changements de propriétaires et de noms, il coule au large au large du Cap le 21 octobre 2000.

## Service pour la Matson Lines
Le Monterey est construit pour promouvoir les voyages vers Hawaï et en tant que liner pour l'océan Pacifique, y compris pour des escales régulières dans les ports de la côte ouest des États-Unis, aux Samoa, aux Fidji, en Nouvelle-Zélande et en Australie. Le 12 mai 1932, il emmène 83 passagers de New York à la côte ouest pour une croisière de positionnement. Son voyage inaugural commence officiellement le 3 juin 1932 à San Francisco, après quoi il effectue des escales à Los Angeles, Honolulu, Auckland, Pago Pago, Suva, Sydney et Melbourne. Avec un transport de marchandises très appréciées vers l'USS Bear lors de la deuxième expédition de Byrd au pôle Sud, il acquiert une certaine sympathie auprès du public.

## Durant la guerre
Durant la Seconde Guerre mondiale, le Monterey sert de transport de troupes rapide, opérant souvent seul pour ne pas être ralenti par la navigation en convoi. La Commission maritime des États-Unis l'affrète en 1941, avant la déclaration de guerre des États-Unis, pour transporter 150 missionnaires chinois, coréens et japonais et citoyens américains en détresse vers San Francisco. Une fois de retour au pays, il est rapidement réaménagé pour accueillir 3 500 soldats. Le 3 octobre 1941, à San Francisco, le navire est livré à la WSA par l'Oceanic Steamship Company, une entité de la Matson. Le 16 décembre 1941, il part pour Hawaï avec 3 349 troupes fraîches, et revient avec les corps de 800 victimes de l'attaque sur Pearl Harbor.

### Déplacements durant la guerre
- 1941 :
  - Avec un besoin urgent de renforcer Hawaï, l'armée lance le chargement de deux navires rapides, le Monterey et le Matsonia, avec des troupes, des avions et des munitions dans l'espoir de naviguer de manière indépendante d'ici le 13 décembre. La marine est opposée à tout convoi non accompagné et, malgré les arguments de l'armée aux plus hauts niveaux, le départ des navires est retardé jusqu'au 16, date à laquelle le Monterey, le Matsonia et le Lurline prennent le large sous escorte[4].
- 1942 :
  - 6 janvier : départ de San Diego vers Pago Pago, rempli à pleine capacité de marines. Arrivée le 19 janvier[5],[6].
  - 17 février : départ de San Francisco vers Brisbane avec 4 000 troupes de l'armée; en convoi avec le Matsonia et le Mormacsea. Arrivée à Brisbane le 9 mars[7],[8].
  - 22 avril : départ de San Francisco vers Adélaïde, Panama, Key West.
  - 1er juillet : départ de New York vers Glasgow, 5 800 troupes à bord.
  - 6 août : départ de New York vers Glasgow, 6 000 troupes à bord.
  - 2 novembre : départ de New York vers Casablanca en convoi. Arrivée le 16 novembre.
- 1943 :
  - 14 janvier : départ de New York vers Casablanca en convoi. Arrivée le 25 janvier.
  - 5 mars : départ de New York vers Casablanca.
  - 1er avril : départ vers Casablanca, seul. Arrivée le 12 avril.
  - 29 avril : départ de New York vers Casablanca.
  - 2 juin : départ de New York vers Panama.
  - 26 juin : départ de San Francisco vers Brisbane, Panama.
  - Départ de New York vers le Brésil.
  - 21 août : départ de New York vers Oran avec le plus grand nombre de soldats jamais embarqués sur un navire de la Matson, soit 6 855 soldats. Voyage en convoi.
  - 8 octobre : départ de New York vers Liverpool avec 6 747 troupes; voyage vers Gibraltar et Naples dans un convoi de 43 navires.
    - Le voyage à Naples est son baptême du feu. Le 6 novembre, lors d'une action au large du cap Bougaroun, en Algérie, 25 avions attaquent le convoi. Le Monterey abat un bombardier ennemi qui est passé au-dessus du navire et a arraché le mât radio avant de s'écraser dans l'océan. En convoi, le transport de troupes Santa Elena de la Grace Line est torpillé et commence à couler. Le Monterey sauve 1 675 rescapés en utilisant ses canots de sauvetage et ses filets, et emmène les survivants à Naples.
- 1944 :
  - juillet : Départ de la baie de Milne vers la baie d'Oro. Il s'échoue, les troupes sont déchargées, et le bateau est renfloué avec la marée.
- 1945 :
  - 20 janvier : départ de San Francisco vers la Nouvelle-Guinée. Il transporte des soldats américains et canadiens ainsi que du personnel de la Royal Air Force. Arrivée à Finschafen le 4 février.
  - 16 février : départ de Sydney vers San Francisco, s'arrête à Suva et Honolulu. Il transporte des épouses de guerre.

## Changements de nom d'après-guerre
Le 26 septembre 1946, le Monterey arrive au chantier naval de Bethlehem-Alameda à Alameda (Californie) pour son réaménagement et son retour au service en tant que transport de passagers pour la Matson. L'argent ne suit pas et est épuisé alors que seulement 30% des travaux sont achevés. Pendant cinq ans, il reste à Alameda, puis est acheté par le gouvernement américain en août 1952. Il est remorqué vers la flotte de réserve dans la baie voisine de Suisun.

### DeMontereyàMatsonia
Pendant ce temps, la Matson connaît un succès d'après-guerre avec le Lurline et cherche à étendre de nouveau son offre. Elle a un navire de classe C4 « Mariner » en cours de conversion. Ce nouveau bateau de croisière doit opérer en Océanie et en Australasie et s'appelait à l'origine Free State Mariner mais la Matson le renomme Monterey. La société rachète le 3 février 1956 l'ancien Monterey mis en veille par le gouvernement américain et lui donne un nouveau nom : il est rebaptisé SS Matsonia, remplaçant son ancien Matsonia qui avait été vendu à la Home Lines en 1954 et renommé par la suite. Le nouveau Matsonia (ex-Monterey) navigue pour la première fois de New York à San Francisco le 22 mai 1957 pour faire équipe avec son sister-ship, le Lurline, sur la route San Francisco - Los Angeles - Honolulu.

### DeMatsoniaàLurline
En l'espace de cinq ans, les bénéfices pour le transport de passagers s'écroulent, au point que la Matson décide de laisser indéfiniment le Matsonia à quai dans la baie de San Francisco. Le navire jumeau, le Lurline, continue à naviguer mais en février 1963 un problème majeur de turbine se déclare; le réparer serait trop coûteux. Au lieu d'entreprendre les travaux, la Matson vend le navire bien-aimé à la Chandris Line (en) et il est rebaptisé Ellinis. À la suite des critiques de l'opinion publique concernant cette manœuvre, la Matson rebaptise le 6 décembre 1963 l'ancien Matsonia (ex-Monterey) en Lurline et le remet en service.

### DeLurlineàBritanis
En 1970, les recettes engendrées sur le transport de passagers sont si faibles que la Matson choisit de cesser complètement ce service. Le 25 juin 1970, le Lurline arrive à San Francisco pour être vendu à la Chandris Line. Cinq jours plus tard, il voyage, avec un nouveau propriétaire, du Golden Gate vers Le Pirée avec comme nouveau nom Britanis et l'indicatif radio SZWE (plus tard HPEN).

## Service avec la Chandris Lines
Au Pirée, le Britanis est considérablement modifié pour accueillir 1 655 passagers, principalement en subdivisant les cabines existantes et en convertissant les cales de fret en nouvelles zones de cabine. Il revient en service le 21 février 1971 sous la division Fantasy Cruises (croisière fantastique), en partant de Southampton vers Sydney et en revenant; un aller-retour régulier qu'il fera pendant trois ans. À partir de 1974, il est utilisé comme bateau de croisière en hiver dans les Caraïbes et en Europe pendant l'été. En mai 1982, le Britanis navigue entre New York et les Bermudes avec une capacité réduite de 1 200 passagers.
En hiver 1983-1984, le Britanis navigue de Miami aux Caraïbes, puis depuis New York en été. Il reçoit une refonte majeure en 1986 grâce notamment à des pièces de son sister-ship, l'Ellinis (ex-Lurline), dont certaines provenaient déjà de l'Homeric (ex- Mariposa) lorsque l'Homeric avait été mis au rebut en 1974. À ce stade, des pièces des trois navires jumeaux sont maintenant regroupées dans le Britanis. Le radoub offre au Britanis huit ans de croisière supplémentaire dans les Caraïbes, jusqu'au 19 novembre 1994.

## Charter pour le gouvernement américain
Le Britanis est affrété par le gouvernement américain en 1994 en tant que caserne flottante pour le personnel militaire dans la baie de Guantánamo (Cuba). Il subit des dommages mineurs à la suite d'un incendie électrique, et est réparé aux frais du gouvernement américain, puis mis à quai à Tampa (Floride) à la fin de 1996.

## Dernières années
La Chandris Line choisit de vendre le Britanis dans le cadre d'un plan visant à cesser les opérations des compagnies de croisière (Fantasy Cruises) et à investir davantage dans leur nouvelle marque Celebrity Cruises. Le navire est maintenu au mouillage jusqu'au 24 janvier 1998, date à laquelle il est vendu à AG Belofin Investments, compagnie du Liechtenstein, et rebaptisé Belofin-1. Le 9 juin 1999, le SF Chronicle rapporte que le navire pourrait être transformé en hôtel dans la baie de San Francisco.
Ses nouveaux propriétaires ont l'intention de récupérer leur investissement en vendant le navire à des ferrailleurs, mais une baisse du prix de l'acier les retient pendant plus d'un an. Le 3 juillet 2000, le Belofin-1 est remorqué hors de la baie de Tampa par le remorqueur ukrainien Iribis, avec l'ancien ferry MV Bluenose (en) de la CN Marine (en) arrimé à son côté bâbord. Les navires ont pour destination des démolisseurs de navires en Inde, mais le Bluenose finit par terminer sa vie au Mexique. Le Belofin-1 a apparemment commencé à prendre l'eau et a gîté pendant le voyage. Personne n'était à bord pour corriger la liste. L'équipage du remorqueur le libère et le Belofin-1 chavire et coule le 21 octobre 2000 en raison d'une inondation progressive, à environ 50 nmi (92,6 km) au sud du Cap (Afrique du Sud).